# ماكس كينيدي
ماكس كينيدي (بالإنجليزية: Max Kennedy) هو محامي أمريكي، ولد في 11 يناير 1965 في نيويورك في الولايات المتحدة.

## وصلات خارجية
- ماكس كينيدي على موقع IMDb (الإنجليزية)